# Charles Édouard Guillaume
Charles Édouard Guillaume (Fleurier, cantón de Neuchâtel, Suiza, 15 de febrero de 1861-Sèvres, Francia, 13 de mayo de 1938) fue un físico suizo galardonado en 1920 con el Premio Nobel de Física. Descubrió la aleación de hierro y níquel denominada invar, muy utilizada en instrumentos de precisión por su bajo coeficiente de dilatación térmica.

## Biografía
Hijo del relojero Édouard y de Marianne Émilie Lebet, Charles Édouard Guillaume estudió en el liceo local y más adelante en la academia de Neuchâtel. Durante sus estudios ingresó en la sociedad de estudiantes suizos de Zofingia. Admitido en 1878 en la Escuela Politécnica Federal de Zúrich, completó sus estudios con una sólida formación físico-matemática. Doctorado en 1883 por la Universidad de Zúrich, ingresó en la Oficina Internacional de Pesas y Medidas en París como asistente hasta 1889 y luego como adjunto hasta 1901. Posteriormente asumió de forma sucesiva el cargo de subdirector en 1901 y luego el  de director de 1915 a 1936.
Durante las investigaciones realizadas sobre los materiales utilizados para la materialización de los patrones del metro, descubrió que ciertas aleaciones de hierro y níquel tenían un coeficiente de dilatación térmica muy bajo, e inventó varias aleaciones con un coeficiente de expansión muy bajo (invar, elinvar y platinite entre otras) que pasaron a tener gran importancia en metrología, relojería y otras áreas. El profundo estudio teórico que llevó a cabo para explicar las razones de la baja expansión térmica lo convirtió en uno de los pioneros de la cristalografía, y le valió el premio Nobel de Física en 1920.

## Investigaciones científicas

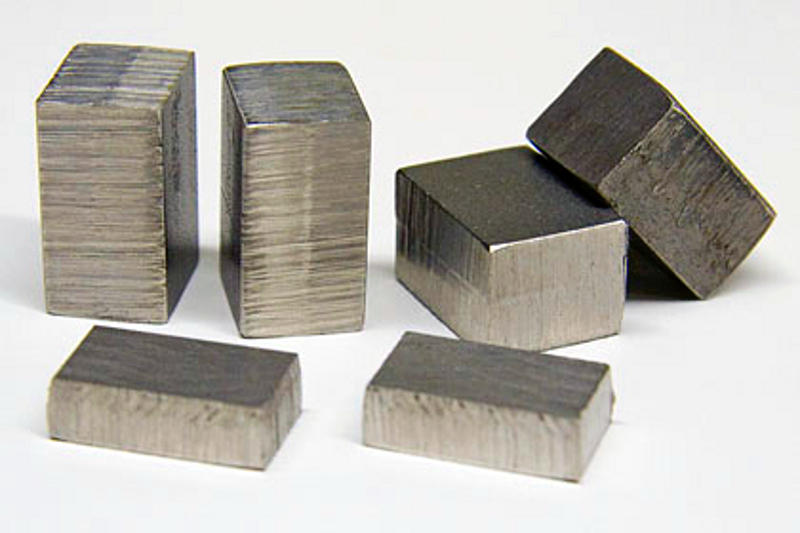
Bloques de invar

### Aleaciones de níquel-hierro

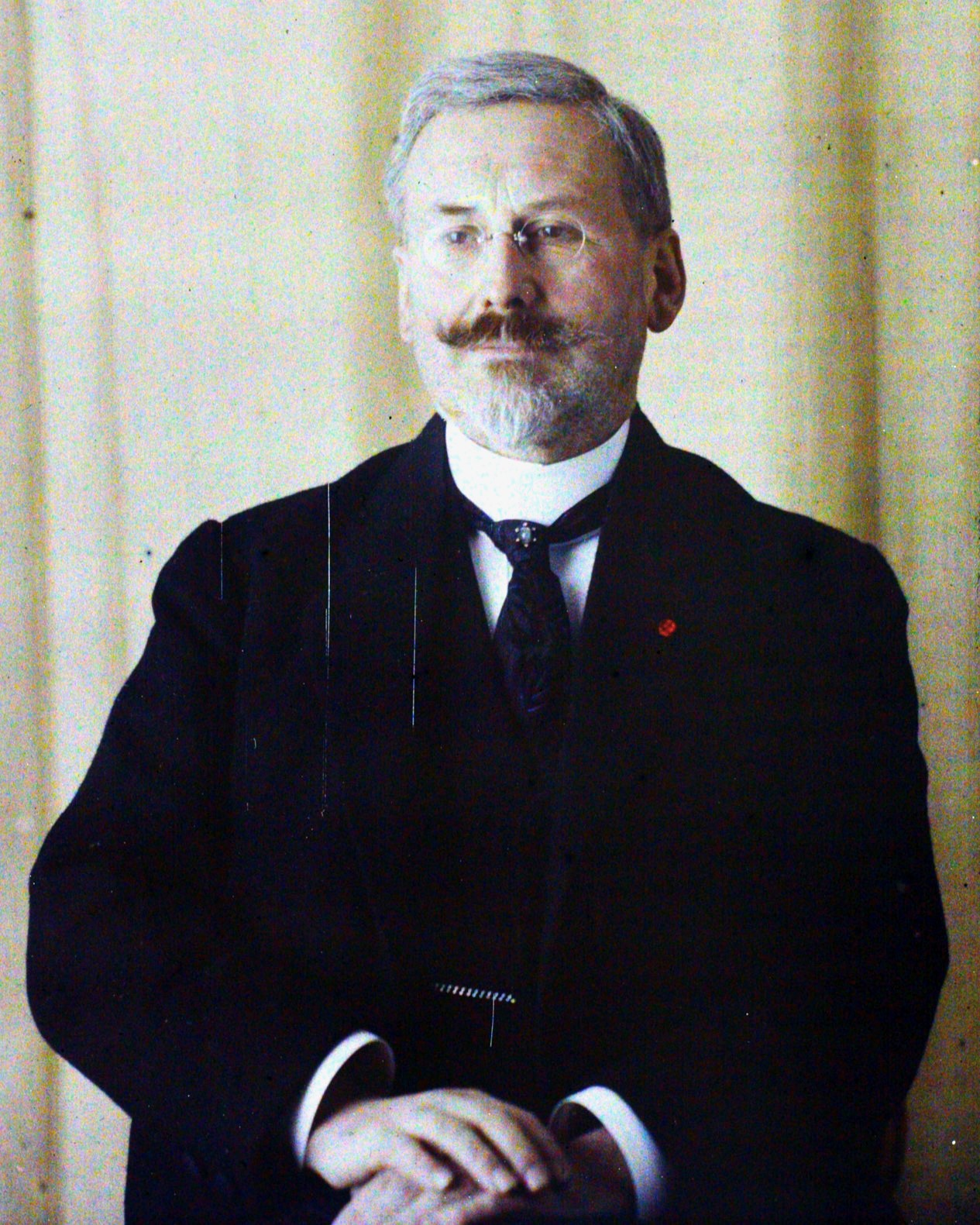
Fotografía autocroma de Guillaume, tomada por Auguste Léon (1918)

Guillaume es conocido por su descubrimiento de aleaciones de níquel-hierro que llamó invar, elinvar y platinite, también conocida como platino rojo. El invar tiene una dilatación térmica cercana a cero, lo que lo hace útil para construir instrumentos de precisión cuyas dimensiones deben permanecer constantes a pesar de la variación de temperatura. El elinvar tiene un coeficiente térmico cercano a cero del módulo elástico, lo que lo hace útil para construir instrumentos con resortes que no deben verse afectados por la variación de temperatura, como en el caso de los cronómetros marinos. El elinvar también es no magnético, lo que resulta una propiedad útil en relojería.

### Radiación espacial
Fruto de su colaboración con el físico noruego Kristian Birkeland, Guillaume realizó una temprana estimación de la "radiación de las estrellas", idea avanzada en su artículo de 1896 "La Température de L'Espace" ("La temperatura del espacio"). Esta publicación lo convirtió en un pionero en el estudio del plasma en cosmología, que se ocupa de las condiciones del espacio alejado de cualquier estrella en particular. Este concepto se conocería años después como radiación de fondo de microondas. Fue una de las primeras personas en la historia en estimar la temperatura del espacio, dándole un valor de 5-6 K.

### Relojería
Como hijo de un relojero suizo, Guillaume se interesó en los cronómetros marinos. Desarrolló una ligera variación de la aleación de invar para su uso en el volante regulador de los cronómetros, que tenía un coeficiente de expansión cuadrático negativo, con el propósito de eliminar el error asociado a la "temperatura media" del volante. El volante Guillaume (un tipo de volante regulador) utilizado en cronometría lleva su nombre.

## Trabajos publicados
- La Température de L'Espace, La Nature, volume 24, 1896.
- Études thermométriques. 1886.
- Traité de thermométrie. 1889.
- Unités et Étalons. 1894.
- Les rayons X. 1896.
- Recherches sur le nickel et ses alliages. 1898.
- La vie de la matière. 1899.
- La Convention du Mètre et le Bureau international des Poids et Mesures. 1902.
- Les applications des aciers au nickel. 1904.
- Des états de la matière. 1907.
- Les récents progrès du système métrique. 1907, 1913.
- Initiation à la Mécanique.

## Reconocimientos
- En 1945 se creó una fundación en su honor en la localidad suiza de La Chaux-de-Fonds. Su objetivo es “ayudar a jóvenes investigadores meritorios domiciliados en Suiza que realicen investigaciones de interés para la industria relojera”,[11] para lo que la fundación concede una serie de becas.

## Eponimia
- El cráter lunar Guillaume lleva este nombre en su memoria.[12]